# Daiki Suga
Daiki Suga (菅 大輝, 10 de setembre de 1998) és un futbolista japonès. Va formar part de l'equip japonès a la Copa Amèrica de 2019.